# 皮海-海基国家公园
皮海-海基国家公园（芬蘭語：Pyhä-Häkin kansallispuisto）是芬蘭的一處國家公園，位於中芬蘭區。皮海-海基国家公园成立於1956年，在1982年擴展了面積，現在面積13平方（5平方英里）。國家公園的成立計劃在1930年代就已經開始，不過因二戰而中斷。